# 圣马丹绍凯勒
圣马丹绍凯勒（法語：Saint-Martin-Choquel，法語發音：[sɛ̃ maʁtɛ̃ ʃɔkɛl]）是法国上法蘭西大區加来海峡省的一个市镇，属于滨海布洛涅区。

## 地名
法语人名在日常人名译名以及《世界人名翻譯大辭典》、《法语姓名译名手册》等主流人名译名类书籍资料中多译作“马丁”，不过在《世界地名翻译大辞典》、《世界地名译名词典》和《法国地图册》等主流地名译名类书籍资料中多译作“马丹”。

## 地理
圣马丹绍凯勒（50°40'17"N, 1°52'49"E）面积6.18 平方千米，位于法国上法蘭西大區加来海峡省，该省份为法国北部沿海省份，西北濒北海，南至索姆省，东临北部省。
与圣马丹绍凯勒接壤的市镇（或旧市镇、城区）包括：塞勒、贝库尔、库尔塞、洛坦冈、梅讷维尔、旧穆捷。
圣马丹绍凯勒的时区为UTC+01:00、UTC+02:00（夏令时）。

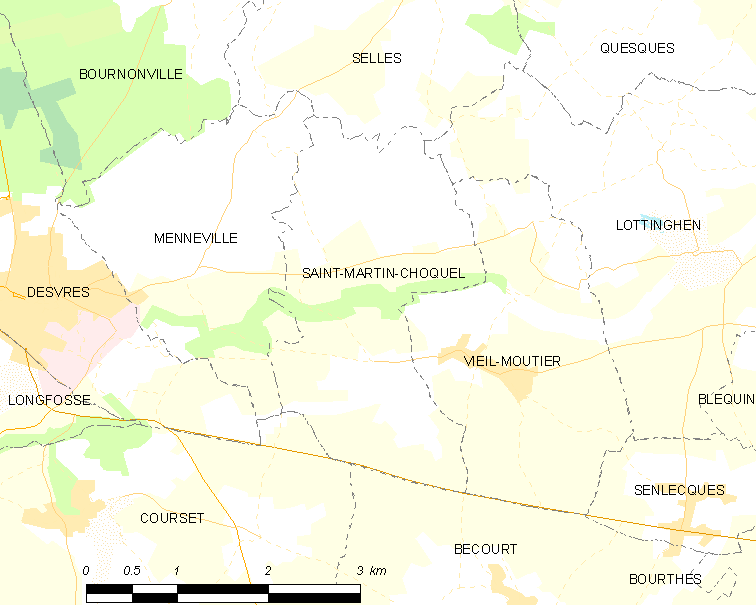
圣马丹绍凯勒的OSM定位图

## 行政
圣马丹绍凯勒的邮政编码为62240，INSEE市镇编码为62759。

## 政治
圣马丹绍凯勒所属的省级选区为代夫勒县。

## 人口

1962-2008年间圣马丹绍凯勒人口变化图示

圣马丹绍凯勒于2022年1月1日时的人口数量为444人。